# Teatret i de grønne bjerge
|  | Denne artikel er oprettet af botten PalnaBot ud fra en ekstern database. Den kan derfor have sproglige fejl eller mangler. Denne skabelon kan fjernes efter kontrol af indholdet. |

Teatret i de grønne bjerge er en film instrueret af Jørgen Leth.

## Handling
Super 8-optagelser fra en rejse i Laos, som uredigeret blev vist i eksperimentalmiljøet i København (fra Anders Leifers bogOgså i dag oplevede jeg noget ... Samtaler med Jørgen Let, 1999).